# SeaQuest

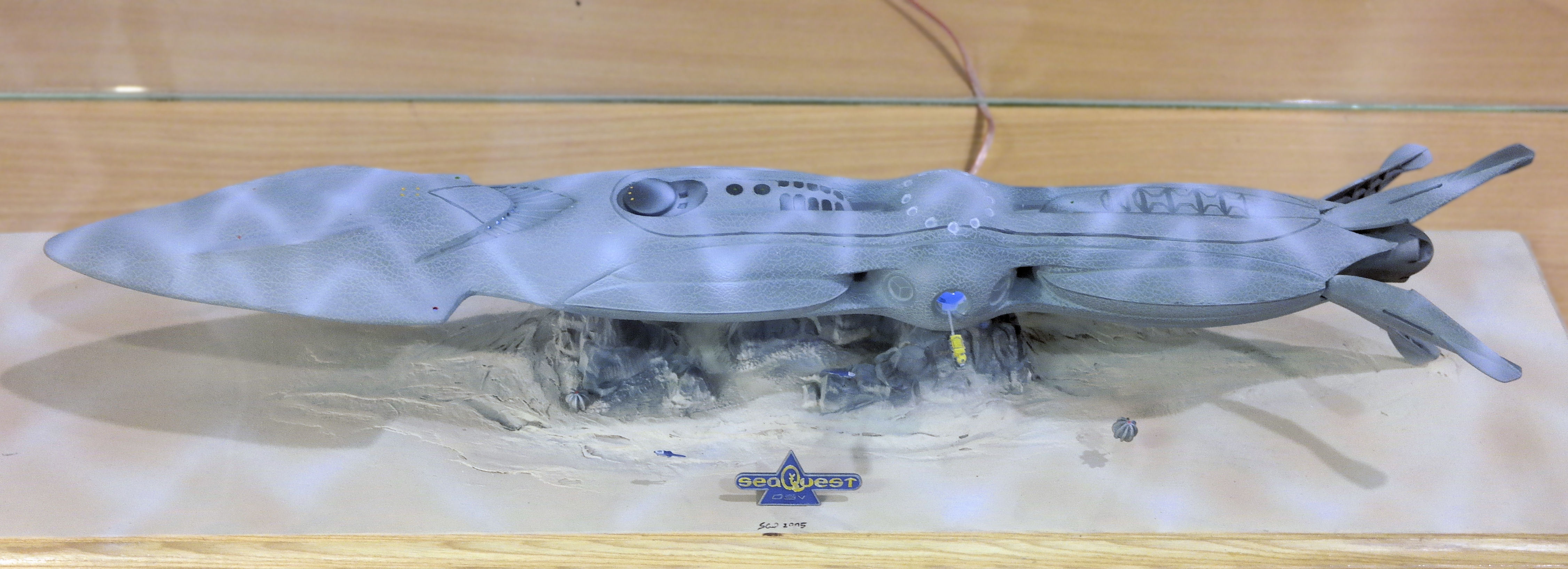
Model okrętu podwodnego Seaquest DSV, Pyrkon, Poznań 2015

SeaQuest, (ang.) SeaQuest DSV – serial science fiction produkcji USA, stworzony przez Rockne’a S. O’Bannona, emitowany w latach 1993–1996 w sieci telewizyjnej NBC. Jego ostatni sezon został przemianowany na SeaQuest 2032. Zainteresowany projektem Steven Spielberg był jednym z producentów dwóch pierwszych sezonów serialu. 
Fabuła serialu umiejscowiona w niezbyt odległej przyszłości, w której wzrosła na znaczeniu eksploracja oceanów. Akcja SeaQuest rozgrywa się głównie na tytułowej łodzi podwodnej.
W Polsce, serial był emitowany przez TVP2 (od 1995) i RTL7 (od 1999). Odcinek pilotażowy został wydany w 1994 roku na VHS przez ITI Home Video.

## Obsada
- Roy Scheider jako Nathan Bridger, kapitan tytułowego supernowoczesnego okrętu podwodnego SeaQuest DSV 4600,
- Jonathan Brandis jako Lucas Wolenczak, nastoletni geniusz komputerowy
- Stephanie Beacham jako Kristin Westphalen, główny oficer medyczny i szef działu nauki SeaQuest
- Michael York jako prezydent Alexander Bourne

W mniejszych rolach i epizodach wystąpili m.in.: Ted Raimi, Peter DeLuise, Michael DeLuise, Stacy Haiduk, Michael Ironside, Mark Hamill, Kellie Martin, Yaphet Kotto, Tim Russ, Topol, William Shatner, Charlton Heston, Luis Guzmán, Brittany Murphy, Dom DeLuise, David Morse.